# Сильвершельд, Нильс Отто
Нильс Отто Сильвершельд (швед. Nils Otto Silfverskiöld; 3 января 1888, Гётеборг — 18 августа 1957, Стокгольм) — шведский гимнаст и врач, чемпион летних Олимпийских игр 1912 года в командном первенстве по шведской системе.

## Биография
Родился 3 января 1888 в Гётеборге в семье врача Петера Сильвершельда (главный врач детской больницы в Стюрсё) и Анны Сильвершельд, урождённый Варгольм. Потомок дворянского рода Сильвершельдов, ведущего свою историю от 1073 года. Окончил Уппсальский университет в 1911 году, медицинский факультет. Занимался гимнастикой, в 1912 году в составе шведской сборной завоевал золотую медаль на Олимпиаде в Стокгольме в командном первенстве по шведской системе. В 1916 году получил звание доктора медицинских наук, в 1924 году защитил диссертацию на тему «Ортопедическое изучение детского спастического паралича» (нем. Orthopädische Studie über Hemiplegia spastica infantilis) и получил степень кандидата наук и стал доктором философии в области медицины.
В 1925 году Сильвершельд стал доцентом кафедры ортопедической хирургии Каролинского медицинского института. До получения степени доктора философии он работал в Дрездене, в 1921 году работал в Каролинском университете и занимался исследованием проблем со здоровьем у инвалидов (в том числе у лиц, потерявших конечности). В 1927 году устроился работать в Саббатбергскую больницу, в 1936 году в больницу ордена Серафимов, в 1940 году — в Королевский Каролинский госпиталь. Дополнительно он работал преподавателем гимнастики в 1917 году в Стокгольме, служил батальонным врачом, врачом в Гимнастическом центральном институте и госпитале гарнизона Стокгольма. В 1937 году создал благотворительную организацию по медицинской помощи пострадавшим в результате Гражданской войны в Испании. Был членом парламентской группы по отношениям между Швецией и СССР.
Нильс Сильвершельд скончался 18 августа 1957 в Стокгольме. Был женат четыре раза. Первая жена: Карин Эмма Хелена Юлие Амеен. Имя второй жены неизвестно. Третья жена: графиня Мари фон Розен, дочь графа Эрика фон Розена и баронессы Мари Фок. Четвёртая жена: Ингрид Эдлунд, дочь полковника Нильса Эдлунда и Эльзы Тернблом. В третьем браке у него родилась дочь Моника, которая вышла замуж за американского джазового музыканта Стэна Гетца (в этом браке родились дети Памела и Николас, внуки Нильса).